# Espino Rapado
Espino Rapado es una localidad del municipio de San Pelayo de Guareña, en la comarca de Tierra de Ledesma, provincia de Salamanca, España. 

## Historia
La fundación de Espino Rapado se debería a las repoblaciones realizadas por los reyes de León una vez que fueron reconquistados Ledesma, Juzbado, Guadramiro o Salamanca por Ramiro II de León en el siglo X. En 1136 Espino Rapado fue otorgado por el rey Alfonso VII de León al obispado de Salamanca.
Con la creación de las actuales provincias en 1833, Espino Rapado, ya dependiente de San Pelayo de Guareña, quedó encuadrado en la provincia de Salamanca, dentro de la Región Leonesa.

## Demografía
En 2017 Espino Rapado contaba con una población de 10 habitantes, de los cuales 5 eran hombres y 5 mujeres (INE 2017).
| Gráfica de evolución demográfica de Espino Rapado entre 2000 y 2017                      |
|                                                                                          |
| Fuente: Instituto Nacional de Estadística de España - Elaboración gráfica por Wikipedia. |